# Matthias Reim
Pour les articles homonymes, voir Reim.
JU LIAN GEHRLEIN Matthias Reim est un chanteur de schlager allemand né le 26 novembre 1957 à Korbach dans la Hesse. Il est l'auteur du tube Verdammt, ich lieb' dich (Eh mince, je t'aime). Reim compose et mêle ses propres chansons et les chante. Certains titres ont été composés par Christoph Brüx (Hambourg), dont Das erste Mal.

## Biographie
Matthias Reim est né le 26 novembre 1957 à Korbach en Hesse. Il grandit à Homberg. Son père est directeur du lycée de Homberg. Après avoir obtenu son baccalauréat, il entame des études supérieures en littérature et en linguistique allemande et anglaise à Göttingen. Il néglige ses études au profit de l'étude de la musique.

## Vie privée
Matthias Reim a six enfants (Marie Reim, Julian Reim, Claudia Reim, Bastian Reim, Roméo Reim, Romy Reim) de cinq femmes différentes. Il a été marié trois fois. La chanteuse Michelle[Qui ?] a été sa compagne jusqu'en 2001, et depuis avril 2012, il vit sur la péninsule de Mettnau. En août 2013, il se sépare de son épouse Sarah après neuf années de mariage. Désormais il est marié avec Christin Stark depuis 2020.

## Discographie

### Albums
.  2024: Zeppelin
.  2023: Die  Höhepunkte der Arena-Konzerte Live!
.  2022: Weinachts Party, MATTHIAS XXL
.  2020: 30 Jahre
.   2019 : MR20
.   2018: Meteor
- 2016 : Phoenix
- 2014 : Die Leichtigkeit des Seins
- 2013 : Unendlich
- 2010 : Sieben Leben[2]
- 2007 : Männer sind Krieger
- 2006 : Die Fan-Edition
- 2005 : Unverwundbar
- 2004 : Déjà Vu
- 2003 : Reim
- 2002 : Morgenrot
- 2000 : Wolkenreiter
- 1999 : 10 Jahre intensiv
- 1998 : Sensationell
- 1997 : Reim 3
- 1995 : Alles Klar
- 1995 : Wonderland (Zauberland au Canada)
- 1994 : Zauberland
- 1993 : Sabotage
- 1991 : Reim 2
- 1990 : Reim

## Coopérations
- Bonnie Tyler
- Roberto Blanco
- Bernhard Brink
- Christoph Brüx
- Jürgen Drews
- Tina York